# Cris (football, 1977)
Pour les articles homonymes, voir Cris (homonymie), Marques (homonymie) et Gomes.
Ne doit pas être confondu avec Chris Marques.
Cristiano Marques Gomes, surnommé Cris, est un footballeur international brésilien né le 3 juin 1977 à Guarulhos (Brésil). Il possède la double nationalité brésilienne et portugaise. Il joue au poste de défenseur central. 
Cris est surnommé "le policier" en référence à son caractère autoritaire sur les terrains. International brésilien à 22 reprises, il a été champion de France avec l'Olympique lyonnais à quatre reprises, et champion du Brésil avec l'équipe de SC Corinthians puis avec le Cruzeiro EC. Il a également remporté la Copa América en 2004 avec le Brésil.

## Parcours

### Débuts professionnels au Brésil et passage par l'Europe
Cris joue au SC Corinthians de São Paulo (1995-1998) avant de rejoindre le club de Cruzeiro EC de Belo Horizonte (Minas Gerais). Il honore sa première sélection avec l'équipe du Brésil olympique le 4 avril 1999 contre les États-Unis à Brasilia (match remporté 7-0 par le Brésil). En 2000, la revue brésilienne Placar le consacre comme étant le meilleur joueur à son poste évoluant dans le championnat brésilien en lui remettant le titre de ballon d'argent.
En 2002, il rejoint le club allemand du Bayer Leverkusen mais il ne parvient pas à s'adapter à sa nouvelle équipe. L'année suivante, il retourne au Brésil, dans le club de Cruzeiro. Il y gagne la même année le championnat brésilien.

### Retour en Europe, arrivée en France
Au mois d'août 2004, il est transféré à l'Olympique lyonnais pour une somme proche de trois millions d'euros. Impliqué dans une bagarre au cours d'un match au mois de juin, Cris risque une suspension de six mois que la Fédération brésilienne de football s'engage à ne pas étendre hors du Brésil. Cette affaire ainsi que le duel physique qu'il impose à Thierry Henry au cours d'un match France-Brésil (0-0) au Stade de France le 20 mai 2004 lui valent une réputation de défenseur rugueux.
Il s'impose cependant rapidement à l'Olympique lyonnais comme un défenseur de classe internationale. Sa première saison en Ligue 1 est ponctuée par un titre de Champion de France et, à titre personnel, par sa nomination dans l'équipe-type de Ligue 1 de l'Union nationale des footballeurs professionnels. Sa seconde saison en Ligue 1 est une année de confirmation : Cris est l'auteur d'une excellente saison 2005-2006 avec l'Olympique lyonnais et s'impose définitivement. Il est sacré étoile d'or par la revue France Football. Le quotidien L'Équipe le sacre meilleur défenseur de la saison. Il figure une nouvelle fois dans l'équipe-type de la saison de l'Union nationale des footballeurs professionnels. Cette excellente saison lui vaut une revalorisation de salaire assortie d'une prolongation d'un an, le liant avec l'Olympique lyonnais jusqu'en 2010, de plus il affirme se sentir bien à Lyon et vouloir rester. Il est également récompensé de cette excellente saison le 15 mai 2006 par Carlos Alberto Parreira qui le sélectionne pour participer à la coupe du monde du football de la FIFA 2006 en Allemagne. Cependant il ne joue pas une seule minute durant ce mondial.
Au début de la saison 2007-2008, il se rompt les ligaments croisés du genou lors d'un match face au Toulouse FC et est déclaré indisponible pour environ 6 mois. Il fait son retour sur les terrains le 1er mars 2008 lors d'un match Lille-Lyon, disputé au stade de France.
Depuis le 18 juillet 2008, il possède la nationalité portugaise.
Le 17 novembre 2009, il participe au match amical entre le Brésil et Oman pour sa 23e sélection, la première depuis 2006.
Depuis la saison 2009-2010, il porte le brassard de capitaine à la suite d'une « faute de vie » de Govou. C'est aussi l'un des derniers rescapés de la grande époque depuis le départ de Coupet et de Juninho. Malgré des performances en dessous de son meilleur niveau, Cris reste tout de même titulaire et un cadre de l'OL en 2009.
Le 22 juillet 2010, Cris prolonge de deux saisons son contrat à l'Olympique lyonnais. Il y est désormais lié jusqu'en 2012.
Le 17 mars 2012, il dispute son 300e match avec l'OL dans un derby face à l'AS Saint-Étienne (victoire 0-1 de l'OL), il sort à la 77e minute sur blessure.
Le 28 avril 2012, il remporte la Coupe de France avec le brassard de capitaine, c'est son deuxième trophée avec le brassard après le Trophée des champions 2007 en l'absence de Juninho et du départ de Claudio Cacapa.
Le 5 juillet 2012, Jean-Michel Aulas dresse un bilan à charge contre Cris, Bastos, Kallström et Cissokho, et accuse Cris d'avoir "pourri le vestiaire", d'avoir contraint Claude Puel à le faire "resigner car Puel le craignait", d'avoir "freiné l'évolution du duo Koné-Lovren". Le Président évoque notamment les matches contre Caen et Marseille en finale de la Coupe de la Ligue, matchs auxquels Cris n'a pas participé, ainsi que le match retour contre Nicosie où Cris avait pourtant été considéré comme l'un des meilleurs lyonnais, enfin le match contre Valenciennes où Cris est sorti sur blessure. La presse note une communication aux "proportions mal maîtrisées"[Où ?]. Malgré cette sortie médiatique qui en aura choqué plus d'un[Qui ?], Cris commence la saison mais est finalement relégué en tribunes par Rémi Garde lors des tout derniers matches précédant la fin du mercato.
En 2022, le magazine So Foot le classe dans le top 1000 des meilleurs joueurs du championnat de France, à la 98e place.

### Signatures à Galatasaray puis au Grêmio Porto Alegre
Le 3 septembre 2012, Cris quitte l'OL pour 1,25M (+10 000€ par match joué) en s’engageant à Galatasaray pour deux ans.
Le 27 octobre 2012, il marque son premier but sous les couleurs de son nouveau club, d'une reprise de la tête, contre le club de Kayserispor, match gagné 3-0.
Le 2 janvier 2013, Cris résilie son contrat et signe le 3 janvier 2013 au Grêmio, club brésilien de Porto Alegre.
Le 1er août 2013, Cris signe au club de Vasco da Gama, club où il retrouve Juninho Pernambucano avec lequel il a joué pendant ses années à l'Olympique Lyonnais. Il retrouve également Wendel, ancien joueur des Girondins de Bordeaux.

## Après carrière
Cris est entraîneur stagiaire des U15 à l'OL et consultant à L'Équipe 21.
Par la suite, le président Aulas annonce sa future intégration au staff lyonnais à la fin de son stage, en compagnie de son ancien partenaire en tant que joueur au club, Grégory Coupet. 

### Entraîneur

#### Débuts comme entraîneur
En juin 2019, il devient entraîneur du MDA Foot (club de National 2). En 2019-2020, le club, qui s’appelait encore MDA Chasselay, pointait à la 3e place du groupe D, avec 39 points en 21 matchs à trois points d’Annecy, qui était monté en National. Cris est depuis titulaire du BEPF (Brevet d’entraîneur professionnel de football) qui permet d’entraîner des clubs de National 1, Ligue 2 et Ligue 1.

#### Le Mans FC
Le 31 mai 2021, Cris a rejoint le club du Mans en National. Au début du mois de novembre 2022, Le Mans est en position de relégable en championnat et éliminé en Coupe de France, ce qui cause le départ de Cris du club.

#### FC Versailles
Licencié, il retrouve un banc à la mi-novembre 2022 et s'engage avec le FC Versailles, club de national. Il quitte ses fonctions en juin 2023.

## Statistiques
| Saison                | Club                    | Championnat           | Championnat | Championnat | Coupe nationale | Coupe nationale | Coupe de la Ligue | Coupe de la Ligue | Supercoupe | Supercoupe | Compétition(s) continentale(s) | Compétition(s) continentale(s) | Compétition(s) continentale(s) | Brésil | Brésil | Total | Total |
| Saison                | Club                    | Division              | M.          | B.          | M.              | B.              | M.                | B.                | M.         | B.         | Comp.                          | M.                             | B.                             | M.     | B.     | M.    | B.    |
| 1995                  | SC Corinthians          | Brasileirão           | 2           | 0           | -               | -               | -                 | -                 | -          | -          | -                              | -                              | -                              | -      | -      | 2     | 0     |
| 1996                  | SC Corinthians          | Brasileirão           | 0           | 0           | -               | -               | -                 | -                 | -          | -          | -                              | -                              | -                              | -      | -      | 0     | 0     |
| 1997                  | SC Corinthians          | Brasileirão           | 9           | 0           | -               | -               | -                 | -                 | -          | -          | -                              | -                              | -                              | -      | -      | 9     | 0     |
| 1998                  | SC Corinthians          | Brasileirão           | 15          | 0           | -               | -               | -                 | -                 | -          | -          | -                              | -                              | -                              | -      | -      | 15    | 0     |
| Sous-total            | Sous-total              | Sous-total            | 26          | 0           | -               | -               | -                 | -                 | -          | -          | -                              | -                              | -                              | -      | -      | 26    | 0     |
| 1999                  | Cruzeiro EC             | Brasileirão           | 18          | 0           | -               | -               | -                 | -                 | -          | -          | -                              | -                              | -                              | -      | -      | 18    | 0     |
| 2000                  | Cruzeiro EC             | Brasileirão           | 22          | 3           | -               | -               | -                 | -                 | -          | -          | -                              | -                              | -                              | 5      | 0      | 27    | 3     |
| 2001                  | Cruzeiro EC             | Brasileirão           | 19          | 3           | -               | -               | -                 | -                 | -          | -          | -                              | -                              | -                              | 5      | 0      | 24    | 3     |
| 2002                  | Cruzeiro EC             | Brasileirão           | 25          | 3           | -               | -               | -                 | -                 | -          | -          | -                              | -                              | -                              | 6      | 1      | 31    | 4     |
| 2002-2003             | Bayer Leverkusen (prêt) | Bundesliga            | 2           | 0           | 1               | 0               | -                 | -                 | -          | -          | C1                             | 4                              | 0                              | -      | -      | 7     | 0     |
| 2003                  | Cruzeiro EC             | Brasileirão           | 31          | 3           | -               | -               | -                 | -                 | -          | -          | CL                             | 8                              | 1                              | 4      | 0      | 43    | 4     |
| 2004                  | Cruzeiro EC             | Brasileirão           | 13          | 1           | -               | -               | -                 | -                 | -          | -          | -                              | -                              | -                              | 1      | 0      | 14    | 1     |
| Sous-total            | Sous-total              | Sous-total            | 128         | 13          | -               | -               | -                 | -                 | -          | -          | -                              | 8                              | 1                              | 21     | 1      | 157   | 15    |
| 2004-2005             | Olympique lyonnais      | Ligue 1               | 33          | 3           | 3               | 0               | -                 | -                 | -          | -          | C1                             | 9                              | 2                              | -      | -      | 45    | 5     |
| 2005-2006             | Olympique lyonnais      | Ligue 1               | 36          | 3           | 4               | 1               | -                 | -                 | -          | -          | C1                             | 10                             | 1                              | 1      | 0      | 51    | 5     |
| 2006-2007             | Olympique lyonnais      | Ligue 1               | 32          | 4           | 1               | 1               | 4                 | 0                 | -          | -          | C1                             | 7                              | 0                              | -      | -      | 44    | 5     |
| 2007-2008             | Olympique lyonnais      | Ligue 1               | 13          | 1           | 3               | 0               | -                 | -                 | 1          | 1          | C1                             | 1                              | 0                              | -      | -      | 18    | 2     |
| 2008-2009             | Olympique lyonnais      | Ligue 1               | 34          | 2           | 3               | 0               | 1                 | 1                 | 1          | 0          | C1                             | 6                              | 0                              | -      | -      | 45    | 3     |
| 2009-2010             | Olympique lyonnais      | Ligue 1               | 34          | 4           | 1               | 0               | 1                 | 0                 | -          | -          | C1                             | 14                             | 0                              | 1      | 0      | 51    | 4     |
| 2010-2011             | Olympique lyonnais      | Ligue 1               | 21          | 1           | 1               | 0               | -                 | -                 | -          | -          | C1                             | 5                              | 0                              | -      | -      | 27    | 1     |
| 2011-2012             | Olympique lyonnais      | Ligue 1               | 20          | 2           | 2               | 0               | 2                 | 0                 | -          | -          | C1                             | 4                              | 0                              | -      | -      | 28    | 2     |
| 2012-2013             | Olympique lyonnais      | Ligue 1               | 2           | 0           | 1               | 0               | -                 | -                 | -          | -          | -                              | -                              | -                              | -      | -      | 3     | 0     |
| Sous-total            | Sous-total              | Sous-total            | 225         | 20          | 19              | 2               | 8                 | 1                 | 2          | 1          | -                              | 56                             | 3                              | 2      | 0      | 312   | 27    |
| 2012-2013             | Galatasaray             | D1                    | 10          | 1           | 1               | 0               | -                 | -                 | -          | -          | C1                             | 1                              | 0                              | -      | -      | 12    | 1     |
| 2013                  | Grêmio                  | Brasileirão           | 3           | 0           | -               | -               | -                 | -                 | -          | -          | CL                             | 7                              | 0                              | -      | -      | 10    | 0     |
| 2013                  | Vasco da Gama           | Brasileirão           | 24          | 1           | -               | -               | -                 | -                 | -          | -          | -                              | -                              | -                              | -      | -      | 24    | 1     |
| Total sur la carrière | Total sur la carrière   | Total sur la carrière | 418         | 35          | 21              | 2               | 8                 | 1                 | 2          | 1          | -                              | 76                             | 4                              | 23     | 1      | 548   | 44    |

## Palmarès

### En club

#### SC Corinthians
- Champion du Brésil en 1998
- Vainqueur de la Coupe du Brésil en 1995
- Champion de l'État de São Paulo en 1995, 1997 et 1999

#### Cruzeiro EC
- Champion du Brésil en 2003
- Vainqueur de la Coupe du Brésil en 2000 et 2003
- Champion de l'État du Minas Gerais en 2004

#### Olympique lyonnais
- Champion de France en 2005, 2006, 2007 et 2008
- Vainqueur de la Coupe de France en 2008 et 2012
- Vainqueur du Trophée des champions en 2007 et 2012
- Finaliste de la Coupe de la Ligue en 2007 et 2012
- Finaliste du Trophée des champions en 2008
- Vainqueur de la Peace Cup en 2007
- Finaliste de la Peace Cup en 2005

### En sélection
- Vainqueur de la Copa América en 2004

### Distinctions personnelles
- « Ballon d'argent brésilien » de la Revue Placar en 2000
- Étoile d'or France Football en 2005 et 2007
- Membre de l'équipe type de la saison de Ligue 1 en 2005, 2006 et 2007
- Nommé au Ballon d'or 2005 et au Ballon d'or 2006.